# Les Indestructibles 2
Série Classiques d’animation Pixar
Coco
(2017) Toy Story 4
(2019)
Série Les Indestructibles
Les Indestructibles
(2004) Les Indestructibles 3
(2027)
Pour plus de détails, voir Fiche technique et Distribution.
Les Indestructibles 2 ou Les Incroyable 2 au Québec (Incredibles 2) est un film d'animation de super-héros américain écrit et réalisé par Brad Bird, sorti en 2018. Produit par Pixar Animation Studios pour Walt Disney Pictures, il s'agit de la suite des Indestructibles (2004). C'est un gros succès du box-office mondial.

## Synopsis
Trois mois après la défaite de Syndrome dans le film précédent, les membres de la famille Parr — Bob, Hélène, Violette, Flèche et Jack-Jack — continuent d'agir sous leur identité de super-héros : les Indestructibles. Le film commence là où l'intrigue du premier s'est arrêtée, alors que les Indestructibles essayent d'empêcher Le Démolisseur de dévaliser la banque de Metroville. Ce dernier s'enfuit, et les autorités s'inquiètent de l'ampleur des dommages causés par l'incident. En conséquence, Rick Dicker informe la famille Parr que le programme « Super Relocation » de son département est en train d'être fermé, supprimant l'appui du gouvernement aux supers à travers le monde, ne pouvant plus les aider à préserver leurs identités secrètes. Avant de les quitter, il les place dans un hôtel pendant deux semaines. Bob et Hélène, ainsi que Lucius Best — le super-héros Frozone — sont alors contactés par Winston Deavor, un fan de super-héros, philanthrope et magnat dans le domaine des télécommunications et propriétaire de DEVTECH, qui leur propose un coup de publicité pour regagner l'appui du grand public à l'égard des super-héros.
Pour remplir cette mission, il invite Elastigirl à braver l'interdiction d'agir en super-héros tout en filmant l'intégralité de ses actes héroïques, la jugeant moins destructrice que Frozone ou M. Indestructible. Dans le cadre de ce plan, Winston fournit à la famille une villa, dans laquelle Bob prend la charge des enfants pendant l'absence d'Hélène. Au cours de cette période, Bob découvre les pouvoirs de Jack-Jack et a tout le mal du monde à les gérer. En quête d'aide, Bob emmène Jack-Jack chez Edna Mode, une amie de la famille et designer de costumes de super-héros. Elle refuse d'abord de s'occuper de l'enfant jusqu'à ce qu'elle assiste, émerveillée, aux super-pouvoirs du bébé. Bob essaye également de gérer le comportement de Violette, qui vit mal que Rick Dicker ait effacé la mémoire de son amoureux, effaçant leur début de relation au passage et désigne son père comme responsable car il a informé Rick qu'il connaissait l'identité de Violette. Pendant ce temps, en mission, Hélène affronte un mystérieux ennemi surnommé l'Hypnotiseur - qui détourne les écrans pour projeter des images hypnotiques afin de laver l'esprit et contrôler les civils - et réalise un premier exploit en sauvant un train magnétique en péril.
Plus tard, après avoir sauvé une ambassadrice de ses griffes, Hélène parvient à capturer l'Hypnotiseur, mais ce dernier prétend ne pas se souvenir de ce qu'il a fait et révèle n'être qu'un livreur de pizza. Alors que le magnat et ses collaborateurs célèbrent la défaite de l'Hypnotiseur au cœur du quartier général de DEVTECH, Hélène poursuit son enquête et se rend compte que l'homme était en fait contrôlé par des hypno-écrans présents dans ses lunettes. Quand elle révèle ses découvertes à la sœur de Winston, Evelyn Deavor, cette dernière lui pose les lunettes hypnotiques par surprise. Evelyn se révèle être l'Hypnotiseur, cherchant à déjouer la mission de reconquête du public menée par son frère, considérant les supers responsables de la mort de leurs parents. Agissant dans l'ombre, elle projette de laver le cerveau des Super-héros afin qu'ils commettent des crimes pour se priver définitivement de toute chance de redevenir légaux un jour. Evelyn parvient alors à attirer Bob dans un piège, tandis que Lucius est débordé puis vaincu par d'autres Supers hypnotisés alors qu'il essayait de fuir avec les enfants Parr.
Évitant le même sort que leurs parents, Lucius et les enfants, Flèche, Violette et Jack-Jack (qu'Edna avait équipé d'une super combinaison adaptée à ses pouvoirs), se faufilent à bord du yacht des Deavors pour sauver leurs parents, alors que les leaders mondiaux se réunissent pour signer une déclaration de légalisation du super-héroïsme. À bord, Hélène, Lucius et Bob, toujours sous emprise hypnotique, récitent un manifeste vindicatif à l'antenne brocardant les supers en tant que dangers publics, avant qu'ils ne soient libérés du contrôle d'Evelyn par les enfants. Une bataille sur le bateau s'ensuit, risquant de précipiter le navire sur le quartier de New Urbem. Cependant, le groupe de super-héros, libérés de leur emprise psychique, parviennent à l'arrêter, tandis qu'Hélène appréhende Evelyn lorsqu'elle essaye de s'enfuir. Après l'incident, les super-héros peuvent à nouveau exercer légalement, tandis qu'Evelyn est arrêtée.
Peu de temps après, la famille Indestructible accompagne Violette à son premier rencard mais un braquage les pousse à intervenir en équipe, la jeune fille trouvant un prétexte pour distraire son petit ami. 

## Fiche technique
- Titre original : Incredibles 2
- Titre français : Les Indestructibles 2
- Titre québécois : Les Incroyable 2
- Réalisation et scénario : Brad Bird
- Musique : Michael Giacchino
- Direction d'écriture : Ted Mathot
- Storyboard : Domee Shi, Octavio E. Rodriguez, Bobby Alcid Rubio,
- Direction artistique : Ralph Eggleston
- Décors : Josh Holtsclaw
- Photographie : Jeremy Lasky
- Montage : Stephen Schaffer
- Production : John Walker et Nicole Paradis Grindle
- Sociétés de production : Pixar Animation Studios et Walt Disney Pictures
- Société de distribution : Walt Disney Studios Distribution
- Pays de production :  États-Unis
- Langue originale : anglais
- Format : couleur
- Genre : super-héros
- Durée : 118 minutes
- Dates de sortie : 
  - États-Unis : 5 juin 2018 (avant-première à Los Angeles) ; 15 juin 2018 (sortie nationale)
  - Québec : 15 juin 2018
  - France : 15 juin 2018 (avant-première à Festival d'Annecy) ; 4 juillet 2018 (sortie nationale)
  - Belgique : 23 juin 2018 (avant-première) ; 27 juin 2018 (sortie nationale)

## Distribution

### Voix originales
- Craig T. Nelson : Robert « Bob » Parr / Mr. Incredible (Mr Indestructible ; Mr Incroyable au Québec)
- Holly Hunter : Helen Parr / Elastigirl (Élasto-fille au Québec)
- Sarah Vowell : Violet Parr
- Huck Milner : Dashiell « Dash » Parr (Rush au Québec)
- Eli Fucile : Jack-Jack Parr
- Nicholas Bird : Jack-Jack Parr (sous sa forme de monstre)
- Samuel L. Jackson : Lucius Best / Frozone (Lucius Meilleur / Frigozone au Québec)
- Bob Odenkirk : Winston Deavor
- Catherine Keener : Evelyn Deavor
- Brad Bird : Edna Mode
- Jonathan Banks : Rick Dicker
- Sophia Bush : Karen / Voyd (Vortex)
- Isabella Rossellini : The Ambassador (l'Ambassadrice)
- John Ratzenberger : The Underminer (le Démolisseur ; l'Inframineur au Québec))
- Barry Bostwick : Mayor (le Maire)
- Paul Eiding : Gus Burns / Reflux
- Phil LaMarr : Helectrix / Krushauer
- Michael Bird : Tony Rydinger
- Kimberly Adair Clark : Honey Best (Julie Best ; Chérie au Québec)
- Jere Burns : Detective 1 (Enquêteur 1)
- Adam Rodriguez : Detective 2 (Enquêteur 2)
- Bill Wise : Pizza Delivery Man (le livreur de pizza)
- Usher : Lucius Best's valet

### Voix françaises
- Gérard Lanvin[2] : Bob Parr / M. Indestructible
- Déborah Perret : Hélène Parr / Elastigirl
- Louane : Violette Parr
- Timothé Vom Dorp : Dashiell « Dash » Parr / Flèche
- Mila Pointet : Jack-Jack Parr
- Thierry Desroses : Lucius Best / Frozone
- Laurent Maurel : Winston Deavor
- Caroline Maillard : Evelyn Deavor
- Amanda Lear : Edna Mode
- Jean-Bernard Guillard : Rick Dicker
- Youna Noiret : Vortex
- Emmanuèle Bondeville : l'ambassadrice
- Serge Biavan[3] : le Démolisseur
- Michel Dodane : le maire
- Achille Orsoni : Reflux
- Anatole de Bodinat : Helectrix
- Namakan Koné : Krushauer
- Julien Crampon : Tony Rydinger
- Annie Milon : Julie Best
- Pierre Tessier et Daniel Njo Lobé : les enquêteurs
- Saïd Amadis : le juge
- Augustin Bonhomme : le livreur de pizza
- François Raison : l'Hypnotiseur
- Gabriel Le Doze : Petit-Duc
- Philippe Valmont : Tommy, le chauffeur flegmatique
- Nicolas Hardy : Victor Cachet
- Jean-Baptiste Anoumon : le valet de Winston Deavor

Source et légende : version française (VF) sur RTL.fr et Disney Gazette.fr

### Voix québécoises
- Benoît Rousseau : Bob Parr / M. Incroyable
- Camille Cyr-Desmarais : Hélène Parr / Élasto-fille
- Catherine Brunet : Violet Parr
- Adam Moussamih : Rush Parr
- Ezra Langelier : Jack-Jack Parr
- François L'Écuyer : Lucien Meilleur / Frigozone
- François-Simon Poirier : Winston Deavor
- Laurence Dauphinais : Evelyn Deavor
- Denys Paris : Edna Mode
- Guy Nadon : Rick Dicker
- Stéfanie Dolan : Voyd
- Claudine Chatel : l'Ambassadrice
- Nicolas Poulin : Tony Rydinger
- Yves Soutière : Chad Brentley
- Pierre Auger : L‘Inframineur
- Paul Sarrasin : Krushauer
- Marc-André Bélanger : L'Hypnotiseur / Le livreur de pizza
- Charles Préfontaine : Reflux
- Christian Perrault : Le Maire
- Joakim Lamoureux : Hélectrix / Victor Cachet / Détective 1
- Stéphane Brulotte : Détective 2
- Nadia Paradis : Chérie

Source et légende : voix québécoises sur Doublage qc.ca et générique de fin

## Musique
|    | Titre                                                   | Auteurs           | Durée |
| -- | ------------------------------------------------------- | ----------------- | ----- |
| 1  | Episode 2                                               | Michael Giacchino | 0:57  |
| 2  | A Tony Perspective                                      | Michael Giacchino | 2:16  |
| 3  | Consider Yourselves Undermined!                         | Michael Giacchino | 5:18  |
| 4  | A Matter of Perception                                  | Michael Giacchino | 2:00  |
| 5  | Diggin' the New Digs                                    | Michael Giacchino | 1:49  |
| 6  | This Ain't My Super-Suit?                               | Michael Giacchino | 1:05  |
| 7  | Elastigirl Is Back                                      | Michael Giacchino | 1:06  |
| 8  | Train of Taut                                           | Michael Giacchino | 3:23  |
| 9  | Rocky vs. Jack-Jack                                     | Michael Giacchino | 2:06  |
| 10 | Ambassador Ambush                                       | Michael Giacchino | 2:37  |
| 11 | Hero Worship                                            | Michael Giacchino | 1:16  |
| 12 | Searching for a Screenslaver                            | Michael Giacchino | 4:46  |
| 13 | Super Legal Again                                       | Michael Giacchino | 0:50  |
| 14 | Renouncing the Renunciation                             | Michael Giacchino | 1:43  |
| 15 | World's Worst Babysitters                               | Michael Giacchino | 1:41  |
| 16 | Helen of Ploy                                           | Michael Giacchino | 1:03  |
| 17 | A Dash of Reality                                       | Michael Giacchino | 2:10  |
| 18 | Hydrofoiled Again                                       | Michael Giacchino | 3:59  |
| 19 | Jack Splat                                              | Michael Giacchino | 1:36  |
| 20 | A Bridge Too Parr                                       | Michael Giacchino | 4:23  |
| 21 | Together Forever and Deavor                             | Michael Giacchino | 1:52  |
| 22 | Elastigirl's Got a Plane to Catch                       | Michael Giacchino | 3:07  |
| 23 | Looks Like I Picked the Wrong Week to Quit Oxygen       | Michael Giacchino | 2:06  |
| 24 | Happily After-Deavor                                    | Michael Giacchino | 1:22  |
| 25 | Out and a Bout                                          | Michael Giacchino | 0:43  |
| 26 | Here Comes Elastigirl - Elastigirl's Them               | Michael Giacchino | 1:30  |
| 27 | Chill or Be Chilled - Frozone's Theme                   | Michael Giacchino | 1:47  |
| 28 | Pow! Pow! Pow! - Mr Incredible's Theme                  | Michael Giacchino | 1:37  |
| 29 | Devtechno!                                              | Michael Giacchino | 2:00  |
| 30 | Ched Tonight Talk Show Theme                            | Michael Giacchino | 0:06  |
| 31 | Chad Tonight Newcast Bumper                             | Michael Giacchino | 0:07  |
| 32 | Here Comes Elastigirl - Elastigirl's Theme (A Cappella) | DCappella         | 1:21  |
| 33 | Chill or Be Chilled - Frozone's Theme                   | DCappella         | 1:43  |
| 34 | Pow! Pow! Pow! - Mr. Incredible's Theme (A Cappella)    | DCappella         | 1:32  |
| 35 | The Glory Days                                          | DCapella          | 1:42  |

Musiques additionnelles
- The Outer Limits (Theme) de Dominic Frontiere
- Suspense (From The Motion Picture The Great St. Louis Robbery) de Bernardo Segall
- The Party's Over de Nat King Cole
- Jonny Quest de Hoyt Curtin & Ted Nichols

## Sortie et accueil
Le 11 mai 2018, Disney annonce que le film fera l'objet d'une présentation spéciale du 14 juin au 29 juillet 2018 au El Capitan Theatre avec un spectacle en première partie.

### Accueil critique
Aux États-Unis, le film a reçu une majorité de critiques positives. Sur le site agrégateur de critiques Rotten Tomatoes, il obtient un score de 94 %, avec une moyenne de 7,9/10 sur la base de 281 critiques positives et 19 négatives. Sur Metacritic, il obtient un score de 80/100 sur la base de 51 critiques.
En France, le film a également reçu une majorité de critiques positives. Sur Allociné, il obtient un score de 4,2/5 sur la base de 31 critiques.
La presse est plutôt conquise par le film de Brad Bird. La rédaction du Parisien écrit : « Le film est si réussi qu’il devrait faire date dans l’histoire de l’animation. ». Pour Libération, « le film de Brad Bird brille par ses scènes d’action et évite les écueils des suites un peu fades »

### Box-office
Le 16 juin 2018, Les Indestructibles 2 débute par un record pour le cinéma d'animation avec 71,5 millions d'USD de recettes pour son premier jour en Amérique du Nord. Le 30 juin 2018, le film dépasse les 407 millions d'USD de recettes en Amérique du Nord. Le 31 juillet 2018, le film dépasse le milliard d'USD de recettes à l'international,.
| Pays ou région        | Box-office        | Date d'arrêt du box-office | Nombre de semaines |
| --------------------- | ----------------- | -------------------------- | ------------------ |
| États-Unis Canada     | 608 581 744 $     | 13 décembre 2018           | 26                 |
| Chine                 | 51 716 765 $      | 19 août 2018               | 9                  |
| France                | 5 845 365 entrées | 20 janvier 2019            | 29                 |
| Allemagne             | 2 193 076 entrées | 10 février 2019            | 20                 |
| Italie                | 1 876 144 entrées | 27 janvier 2019            | 19                 |
| Espagne               | 3 707 276 entrées | 3 février 2019             | 27                 |
| Total hors États-Unis | 634 507 500 $     | 24 mars 2019               | 41                 |
| Total mondial         | 1 243 089 244 $   | 24 mars 2019               | 41                 |

## Autour du film
Dans le premier film, Bob Parr était doublé en français par Marc Alfos, celui-ci étant décédé en 2012, c'est Gérard Lanvin qui lui succède dans cette suite, Emmanuel Jacomy se chargeant des bandes-annonces. Quant à Violette Parr, elle était doublée en français par la chanteuse Lorie dans le premier opus tandis qu'ici, elle est doublée par Louane, chanteuse elle aussi. 
Cinq personnages sont doublés par les mêmes personnes dans les deux films : 
- Déborah Perret (Elastigirl)
- Thierry Desroses (Frozone)
- Amanda Lear (Edna Mode)
- Jean-Bernard Guillard (Rick Dicker)
- Annie Milon (Julie Best)